# Woordspeling

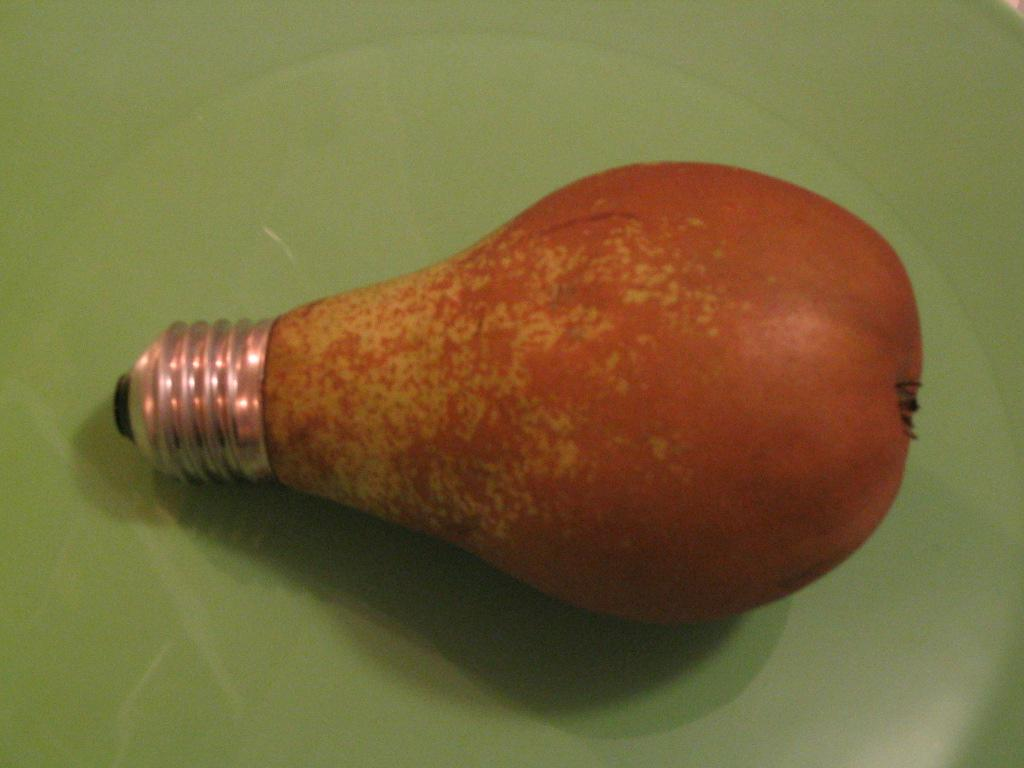
Een peertje is een woord dat zowel op de vrucht peer als op een gloeilamp kan slaan. Deze foto legt een woordspeling op "peertje" vast en combineert de vrucht met de schroefdraad van een lamp.

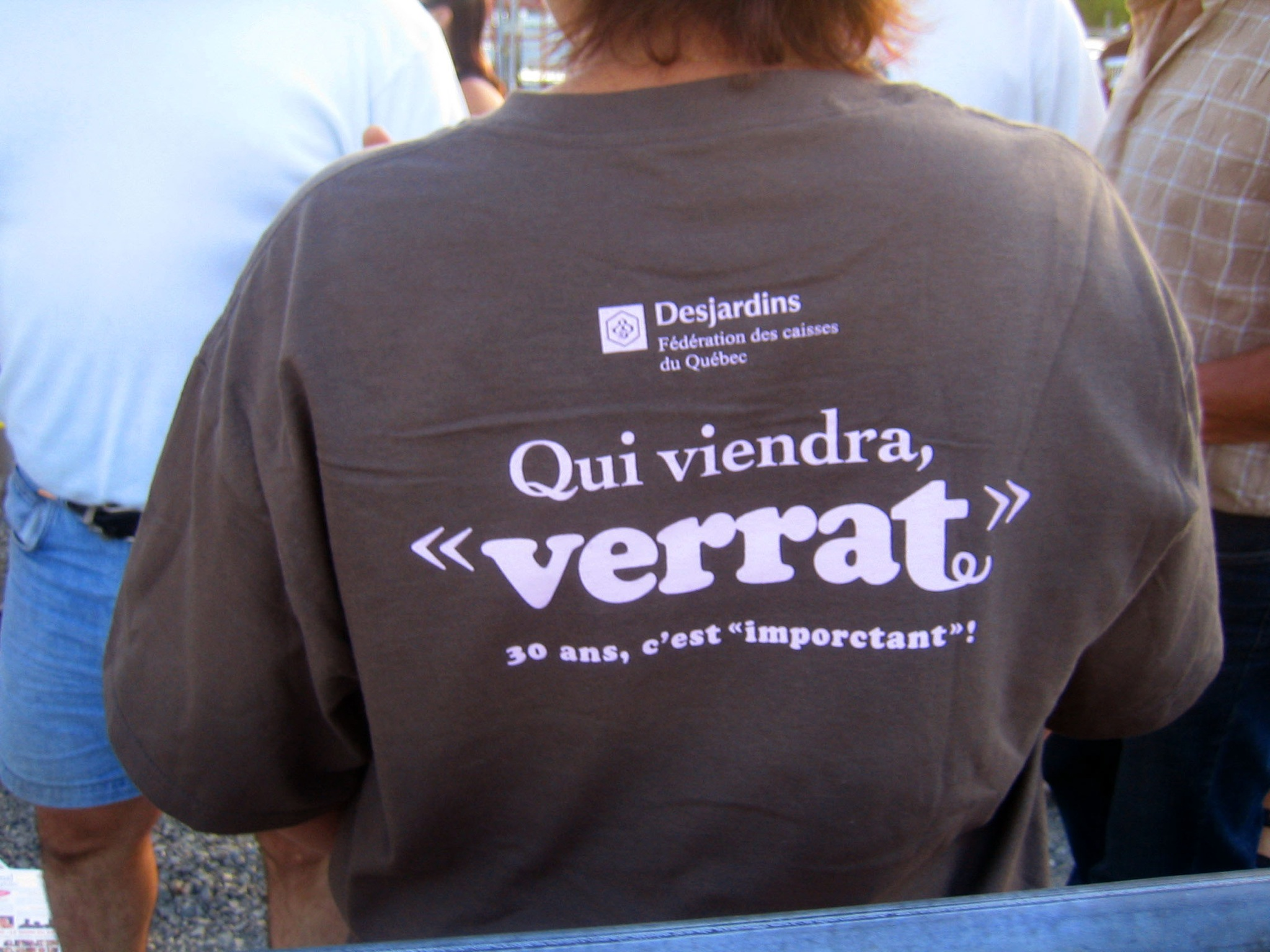
Meertalige woordspeling, verrat = mannetjesvarken, verra = zal zien

Een woordspeling (ook woordenspel) is een woordencombinatie waarmee men bewust een komisch of retorisch effect nastreeft. Soms is het bewust (ver)gezocht om de lezer op het verkeerde been te zetten of te doen nadenken. Men spreekt dan van boodschappen met een dubbele bodem.
Enkele genres waar woordspelingen vaak voorkomen zijn light verse, cabaret en het epigram.

## Eenvoudig
De eenvoudigste woordspelingen zijn gebaseerd op homoniemen: woorden die hetzelfde klinken en geschreven worden, maar met verschillende betekenissen. Deze woordspelingen zijn eenvoudig te bedenken, maar hun houdbaarheid is beperkt: na één keer is de lol er meestal af. Voorbeelden daarvan:
- "Geen brommers in het huiselijk verkeer, a.u.b.!" (ooit een spreuk van Phil Bosmans van de Bond zonder Naam).
- Een videospelletje dat op de schouwmantel staat een "schouwspel" noemen.
- Het 'peertje' in de afbeelding.
- "Ik rijd hier op een rijwielpad" (de ene pad zegt dit terwijl hij op een andere pad zit, die weer op een fiets rijdt).
- De winnaar van het Groot Dictee der Nederlandse Taal 2010, Pieter van Diepen, die zich nu Pieter "van die pén" mag noemen.

## Subtiel
Iets subtielere woordspelingen zijn gebaseerd op uitdrukkingen die zowel letterlijk als figuurlijk kunnen worden bedoeld, waarbij beide betekenissen verband houden met het onderwerp. Vaak bedient een spreker of schrijver zich van een uitdrukking of spreekwoord dat uit de context komt van het onderwerp. Zo duikt de uitdrukking "gepasseerd station" regelmatig op als het aanleg en exploitatie van spoorwegen betreft. Zulke woordspelingen duiken uiteraard onbedoeld op. Voorbeelden van dit type woordspeling:
- Dit kan zo niet langer, de rivierdijken moeten op deltahoogte. Het water staat ons nu echt tot de lippen.
- "Eventuele aanleg van de Rijn-Gouwe Lijn is een gepasseerd station!"
- Je moet altijd op tijd weten hoe laat het is.
- Wegens leverproblemen is onze groothandel  in sterke drank voorlopig gesloten. (wijst op ziektes aan de lever door overmatig gebruik van alcoholische dranken)

## Andere vormen
Een derde vorm woordspelingen is het subtiel aanpassen van een woord (door letters te veranderen), waardoor een ander woord ontstaat met de klank van het bekende woord. Dit woord toepassen in de context van het oorspronkelijke zorgt voor een grappige verwarring.
Voorbeelden:
- "Rudolf geloofde heilig in reïncarnatie"
- "Na een wilde nacht had de maan ook weleens een flinke krater"
- "Pas op met die schoen, straks krijg je nog voetzoolvergiftiging."
- "Zo'n apocalippo-ijsje is het einde!"
- "Freek werd dinsdagnacht weer wakker met een gruwelijke bijna-boot-ervaring."
- "De dode muis gaf geen klik."
- "Iedereen heeft recht op mijn mening."

Een bijzondere vorm is de Tom Swifty en een andere soort zijn zinnen waarin woorden met twee betekenissen in de tegengestelde betekenis gebruikt worden, of waar, door de verandering van woordvolgorde, een andere betekenis ontstaat:
- "De toestand is hopeloos, maar niet ernstig", woordspeling op de beroemde militaire uitspraak "de toestand is ernstig maar niet hopeloos" als een spreker bedoelt dat zijn woorden niet al te letterlijk moeten genomen worden, of overdrijvingen bevatten.
- "Wie niet slim is, moet sterk zijn", woordspeling op de (juiste) uitdrukking "wie niet sterk is moet slim zijn", soms gebruikt als iemand (een beetje dom) wil scoren met zijn fysieke kracht.
- "Je bent wild en je jongt wat", woordspeling op "Je bent jong en je wilt wat", verwisselt niet alleen twee woorden, maar ook hun betekenis door een homoniem te gebruiken. Hierdoor is de betekenis van de uitspraak volledig veranderd.
- "Recht is iets kroms, dat verbogen is." (naar Bul Super van Marten Toonder)

Ook het opzettelijk onjuist afbreken van een woord kan het komische effect van een woordspeling teweegbrengen: kerst-omaatjes i.p.v. kers-tomaatjes.

## Voorbeelden in het dagelijks leven
- Woordspelingen worden vaak (met wisselend succes) in reclameslogans en andere slagzinnen toegepast. Zo adverteert de HEMA met "De normaalste zaak van de wereld" en lanceerde de afdeling Scheikunde van de Rijksuniversiteit Leiden ooit de woordgrap "Scheikunde studeren in Leiden is werken aan oplossingen" als slagzin.
- De strip Asterix gebruikt veel woordspelingen, meestal moeilijk vertaalbaar. De namen van de personages zijn makkelijker te vertalen. In Asterix hebben de Galliërs allemaal de uitgang -ix in hun naam. Zo krijgen ze namen als Asterix, Visstix, Hokkistix, Appendix. De Romeinen hebben namen die op de uitgang -us eindigen, zoals Bonus, Terminus, Diplodocus.
- De stripreeks De Kiekeboes zit vol woordspelingen: in de albumtitels, opschriften en reclameborden, fictieve landen en steden en in de namen van de personages. Voorbeelden zijn: Kor Aal, Luc Saflex, Ray Bok, en Sim en Polly Fonie.

## Meer voorbeelden
- Als je computer vraagt 'RAM disk', dan is dat geen werkwoord.
- Mirakels: in de kerk kan een deken lopen.
- Toen de cardioloog het hart van de patiënt beluisterde, zei hij: 'Hier klopt iets niet.'
- Mijn tandarts trekt met zijn been.
- Van klok kijken wordt onze kleine wijzer.
- "bleek de deken 't kussen te laken." (naar John O'Mill, uit "Bedsermoen")
- Met een grove vijl is het fijn werken.
- Aan een deur in een ziekenhuis hing een bord met als opschrift: 'De psychiater mag niet gestoord worden'.
- Ik zou Bep van Klaveren van harte door de ruiten willen schoppen.